# Dorotowo (województwo warmińsko-mazurskie)
Dorotowo (dawniej niem. Darethen) – wieś w Polsce położona w województwie warmińsko-mazurskim, w powiecie olsztyńskim, w gminie Stawiguda, nad Jeziorem Wulpińskim.
W latach 1954–1959 wieś należała i była siedzibą władz gromady Dorotowo, po jej zniesieniu w gromadzie Stawiguda. W latach 1975–1998 miejscowość administracyjnie należała do województwa olsztyńskiego.
Podolsztyńska wieś turystyczna z licznymi pensjonatami, gospodarstwami agroturystycznymi i hotelem. Na początku XXI w. wybudowano kościół. Wieś leży na trasie Warszawa – Olsztynek – Olsztyn, w odległości 12 km na południe od Olsztyna, nad Jeziorem Wulpińskim, wśród dużych kompleksów leśnych. We wsi znajdują się: kościół parafialny, sklepy, restauracje oraz kwatery prywatne nad Jeziorem Wulpińskim. We wsi zachowały się zabytkowe przydrożne kapliczki. W Dorotowie znajduje się nowo wybudowany kościół oraz Parafia rzymskokatolicka pw. bł. Doroty z Mątowów.

## Historia
Wieś na prawie pruskim założono w 1348 r. przez  kapitułę warmińską, wyznaczając na zasadźcę Prusa o imieniu Doroth. Nadania po 5 włók (na prawie pruskim) z 8 latami wolnizny otrzymali: Hentyk i Mikołaj, Santyen, Janusz, Doroth. W 1349 r. kolejne nadanie 5 włók z obowiązkiem dwóch służb zbrojnych konno otrzymał Prus Tustis. Została spustoszona w czasie wojny polsko-krzyżackiej w latach 1519-1521. Na początku XVI w. osiedlał chłopów w Dorotowie Mikołaj Kopernik. W 1595 r. w wyniku sprzedaży wieś powiększyła się o 2,5 włóki. Spis ludności w 1683 wymieniał wyłącznie polskie nazwiska: Minor, Kłobek, Kołaczek, Turbowski, Zlewa, Kowal, Materna i inne. W 1820 r. mieszkały w Dorotowie 104 osoby, szkołę założono przed 1827 r. Przed laty na wyspie Herta na Jeziorze Wulpińskim istniała karczma.

## Ludzie związani z miejscowością
W Dorotowie urodził się Edward Cyfus.